# Armand Kamga
Armand Kamga (10 de enero de 1975) es un deportista camerunés que compitió en judo. Ganó una medalla de plata en el Campeonato Africano de Judo de 2004 en la categoría abierta.

## Palmarés internacional
| Campeonato Africano | Campeonato Africano | Campeonato Africano | Campeonato Africano |
| Año                 | Lugar               | Medalla             | Categoría           |
| ------------------- | ------------------- | ------------------- | ------------------- |
| 2004                | Túnez (Túnez)       | Medalla de plata    | Abierta             |